# Jorge Troncoso
Jorge Nicolás Troncoso Ramírez (Santiago del Cile, 13 gennaio 1993) è un ex calciatore cileno, di ruolo attaccante.

## Carriera
Ha giocato nella massima serie cilena con il Colo-Colo e l'Univ. de Concepción.

## Palmarès

### Club

#### Competizioni nazionali
- Copa Chile: 1

Univ. de Concepción: 2015